# Aryandes
Aryandes († um 500 v. Chr.) war ein persischer Satrap der im 6. und vermutlich auch im frühen 5. Jahrhundert v. Chr. in Ägypten herrschte. Er ist einer der bekanntesten Satrapen des Achämenidenreiches.

## Frühe Jahre
Im Jahr 525 v. Chr. eroberte der persische Großkönig Kambyses II. Ägypten. Er blieb persönlich in dem Land bis sich 522 v. Chr. im Kernland des Reiches der dort von ihm zurückgelassene Verwaltungsstab gegen ihn erhob. Als Statthalter (Satrap) setzte Kambyses Aryandes ein und brach nach Persien auf um den Aufstand niederzuschlagen; auf dem Rückweg verstarb er und Dareios I. wurde neuer Großkönig.
Die Provinz des Aryandes bestand aus dem gesamten Nilgebiet bis zum ersten Katarakt, den Oasen der Libyschen Wüste und vermutlich bereits der Kyrenaika. Aryandes befehligte drei persische Garnisonen, in Elephantine, Daphne und Maräa. Diese Standorte, an den Grenzen Ägyptens gelegen, wurden aus der Zeit der Saïten übernommen.
Nach der Thronbesteigung des Dareios kam es noch im Jahr 522 v. Chr. zu Unruhen in Ägypten, die von einem Mann namens Petubastis entfacht wurden. Aryandes konnte ihrer ohne Unterstützung des großköniglichen Heeres, das zu dieser Zeit im Kernland Aufstände niederschlug, Herr werden.
Diese Unruhen wurden vom Großkönig sehr ernst genommen, und 518 v. Chr. besuchte Dareios die Provinz, sowohl um sich davon zu überzeugen, dass wieder Frieden herrschte, als vermutlich auch um sicherzugehen, dass ihm Aryandes loyal gegenüberstand.

## Spätere Zeit
Nach diesen Unruhen blieb es in Ägypten ruhig. Inwiefern dies auf die Politik des Aryandes zurückzuführen ist, bleibt unklar, sicher ist aber, dass er auf die Beibehaltung der Gesetze der Pharaonenzeit bedacht war, und die kulturellen und religiösen Traditionen des Landes achtete. Dem griechischen Historiker Herodot zufolge veranlasste Aryandes, von der aus Barka in der Kyrenaika stammenden Fürstin Pheretime davon überzeugt, einen Feldzug gegen die Stadt, der zu einer Belagerung führte. Durch List konnten die Perser die Stadt erobern. Es ist möglich, dass die Kyrenaika auch vorher schon zum Perserreich gehörte, was diesen Feldzug zur Niederschlagung eines Aufstandes machen würde.
Herodot zufolge soll Aryandes beim Großkönig in Ungnade gefallen sein, als er nach dessen Vorbild eigene Silbermünzen prägen ließ. Dareios empfand dies als Hochverrat und ließ Aryandes hinrichten. Wann genau dies geschehen ist, ist unklar, es muss jedoch nach der Eroberung Barkas und der Einführung des Dareikos, der großköniglichen Währung, im Jahr 512 v. Chr. geschehen sein. Die Münzen sind Numismatikern unbekannt, und es ist möglich, dass dieses Ereignis nie stattfand, sondern Aryandes sich weigerte, dem Großkönig im Zuge des Ionischen Aufstandes Heerfolge zu leisten. Spätestens 492 v. Chr. war Aryandes nicht mehr Satrap von Ägypten, in diesem Jahr ist ein Mann namens Pherendates für das Amt belegt.